# 菊池盛登
菊池 盛登（きくち もりと、1898年〈明治31年〉7月 - 1961年〈昭和36年〉5月2日）は、日本の内務・警察官僚。官選県知事、禁衛府長官。旧姓・河野。

## 経歴
大分県出身。河野円吉の二男として生まれ、菊池要六の養子となる。第七高等学校造士館を卒業。1923年12月、高等試験行政科試験に合格。1924年、東京帝国大学法学部政治学科を卒業。内務省に入省し高知県属となる。
以後、地方警視として佐賀県警察部、長野県警察部、大阪府警察部で勤務。さらに、宮崎県書記官・警察部長、山口県書記官・警察部長、警視庁総務部長、同特別高等警察部長などを歴任。
1943年7月、滋賀県知事に就任。戦時下の食糧対策として琵琶湖周辺の干拓事業を推進した。1945年4月、静岡県知事に転任し終戦を迎えた。同年9月、禁衛府次長に転じ、1946年1月、長官に昇進したが、同年4月に廃官となった。同年、公職追放となり退官した。その後、大阪国際見本市幹事を務めた。